# Adnan Terzić
Adnan Terzić (Zagabria, 5 aprile 1960) è un politico bosniaco.
È stato Presidente del Consiglio dei ministri della Bosnia ed Erzegovina dal dicembre 2002 al gennaio 2007. È stato membro del Partito d'Azione Democratica (SDA) fino al 2009.
Nel 1986 Terzić si è laureato al Dipartimento di Ingegneria dell'Università di Sarajevo. Dal 1986 al 1990 è stato consulente nella municipalità di Travnik. Tra il 1992 e il 1995 ha prestato servizio nell'Armata della Repubblica di Bosnia ed Erzegovina.
Dopo la guerra è stato presidente della municipalità di Travnik e dal 1996 al 2001 Terzić ricoprì le cariche prima di Vice e poi di Governatore del Cantone della Bosnia Centrale. Allo stesso tempo è stato il rappresentante del (SDA) al parlamento bosniaco. Nell'ottobre 2001 è stato nominato presidente delegato dell'SDA è l'anno successivo capo dell'SDA succedendo a Sulejman Tihić.
Gli è succeduto, nella carica di Presidente del Consiglio, Nikola Špirić.
È sposato e ha un figlio.